# Фельтен, Иоганн (актёр)
Иоганн Фельтен (нем. Johannes Velten; 27 декабря 1640, Галле-на-Заале — 1692, вероятно, в Гамбурге) — немецкий актёр и театральный деятель. 

## Биография
В 1658 году поступил в Виттенбергский университет, в 1660 году продолжил учёбу на богословском факультете в Лейпцигском университете, где 24 февраля 1661 года получил учёную степень магистра философии. Также стал кандидатом богословия.
Был единственным руководителем ([принципал — по терминологии XVII века) театральной труппы, имевшим в то время высшее образование. Участвовал в студенческих спектаклях.
По окончании университета присоединился к бродячей актёрской труппе Карла Андреаса Паульсена, с которой странствовал по Германии, выступая в Нюрнберге, Данциге, Гейдельберге, Вормсе. После смерти Паульсена возглавил труппу, которая под его руководством стала лучшей труппой в Германии XVII века и получила наименование «Знаменитая банда». Самого его прозвали «лейпцигский магистр».
Ещё при жизни Паульсена, кроме импровизированных фарсов и грубых натуралистических трагедий («Главные государственные действа»), ставились переделки трагедий Д. Лоэнштейна, комедий Мольера («Скупой», «Проделки Скапена»).
Фельтен — реформатор сцены, создатель театрального направления «Haut und Staatsaktionen»
Фельтен реформировал репертуар труппы, сделал основой его литературную драму. Он стремился заменить фарсы и комедии положений пьесами, воссоздающими жизненно убедительные характеры. Наряду с интермедиями и пьесами из репертуара парижского театра «Комеди Итальенн», Фельтен переводил и ставил произведения Мольера («Скупой», «Мизантроп», «Лекарь поневоле»), комедии А. Грифиуса («Господин Петер Сквенц»), ряд пьес Ф. Бомонта, Дж. Флетчера.
Большое место в репертуаре его труппы занимали трагедии и комедии Шекспира в переделках («Тит Андроник», «Венецианский купец», «Гамлет», «Ричард III», «Ромео и Джульетта», «Комедия ошибок»). Фельтен обращался и к испанской драматургии (пьесы Кальдерона), а также к франц. классицистской драматургии («Сид» Корнеля и др.). Обращение к французской классике было вызвано стремлением реформировать старую манеру игры актёров немецких бродячих трупп, основанную на грубой буффонаде и преувеличенной патетике.
Фельтен учил своих актёров заучивать литературный текст роли, психологически оправдывать чувства и поступки действующих лиц. В его труппе женские роли впервые исполняли актрисы, а не юноши, как это было принято в других странствующих немецких труппах. Среди актрис его труппы выделялась его жена Катерина Элизабет Фельтен (урождённая Паульсен).
В 1685 Фельтен был принят на службу к курфюрсту Саксонскому и его труппа Hochdeutsche Hofcomödianten стала постоянной придворной труппой, получившей в своё распоряжение театральное здание в Дрездене с декорациями, машинерией, театральными костюмами. После смерти курфюрста (1690) Фельтен сохранил право выступать в Саксонии, но не получал содержания и был вынужден снова странствовать со своей труппой. После смерти Фельтена труппу возглавила его жена.
При жизни он и его жена были вовлечены в спор с лютеранской ортодоксией, в ходе которого всем театральным деятелям было отказано в евхаристии и исповеди из-за обвинений в безнравственности и грехе.